# Wallace McCain
Wallace McCain (Florenceville-Bristol, 9 april 1930 – Toronto, 13 mei 2011) was een Canadees zakenman. In 1956 richtte hij, samen met zijn broer Harrison, het bedrijf McCain Foods Limited op. Tevens was sinds 1995 het bedrijf Maple Leaf Foods in zijn handen. 
In 1995 werd McCain benoemd tot officier in de Orde van Canada. In 2003 werd hij tevens benoemd in de Orde van New Brunswick.